# Niewola awiniońska

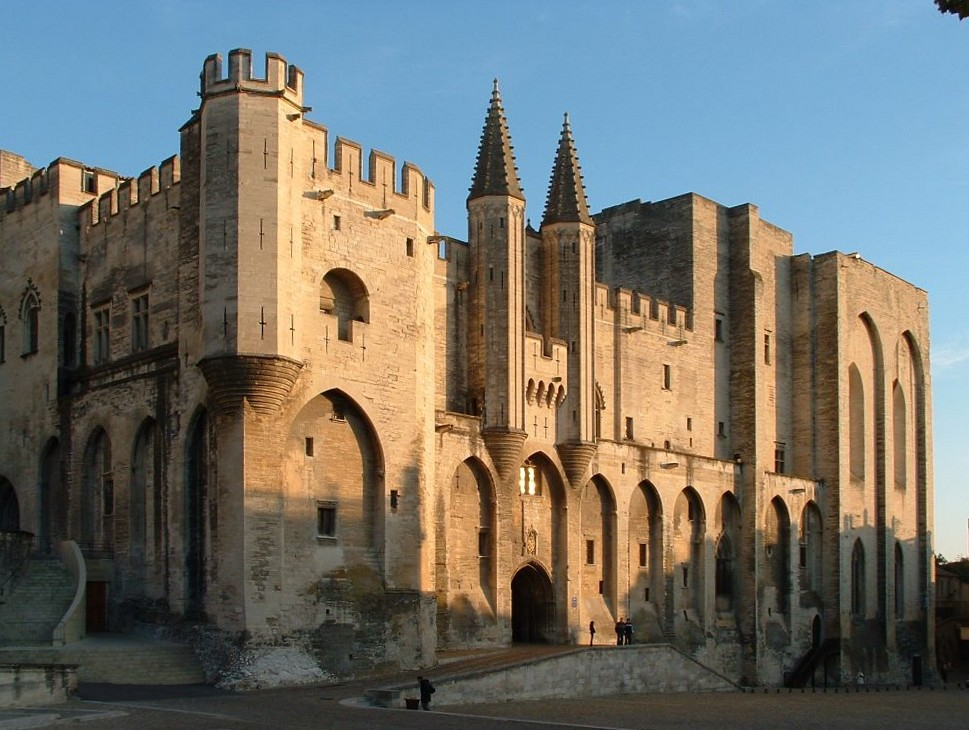
Pałac papieży w Awinionie - jedno z najpopularniejszych dzieł architektury gotyckiej

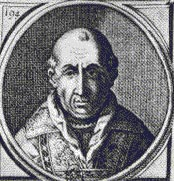
Papież Klemens V

Niewola awiniońska papieży (1309–1377, również: babilońska niewola papieży) – okres rezydowania papieży w Awinionie.

## Historia
Położony w Prowansji Awinion stał się rezydencją papieży w 1309, kiedy osiadł tam wraz z Kurią papież Klemens V. Ich własnością miasto zostało jednak dopiero w 1348, kiedy papież Klemens VI kupił je za 80 tys. złotych guldenów od królowej Joanny I neapolitańskiej, będącej również hrabiną Prowansji.
Wszyscy papieże rezydujący w Awinionie byli narodowości francuskiej. Byli szczególnie związani z południową Francją, a ich językami macierzystymi były różne języki (dialekty) langues d'oc. Z tego powodu woleli rezydować w Prowansji, na terytorium eksklawy należącej od 1274 do Państwa Kościelnego, zwanej hrabstwem Venaissin. 
Inną przyczyną było zagrożenie dla życia papieży ze strony obcego im środowiska włoskich kardynałów w Rzymie. Papież Urban V próbował powrócić do Rzymu, jednak zrezygnował przerażony chaosem i walkami między różnymi frakcjami kardynalskimi. Ponadto rezydując w Rzymie, nie potrafili zapanować nad ruchami plebejskimi.
Papieże w Awinionie korzystali ze wsparcia królów Francji, jednak byli też od nich uzależnieni i zagrożeni politycznie i militarnie ze strony silnej monarchii francuskiej. Na skutek przeniesienia Kurii do Awinionu, zaczęła się szerzyć symonia i nepotyzm, autorytet papieża gwałtownie spadł, a wśród części duchownych rozpowszechniła się rozwiązłość i brak dyscypliny. Dopiero Grzegorz XI, wsłuchując się w napomnienia św. Katarzyny Sieneńskiej, powrócił do Rzymu w 1377.

## Papieże rezydujący w Awinionie
- Klemens V
- Jan XXII
- Benedykt XII
- Klemens VI
- Innocenty VI
- Urban V
- Grzegorz XI